# فریرن
فریرن: فراتر از پایان سفر (ژاپنی: 葬送のフリーレン هپبورن: Sōsō no Furīren) یک سری مانگای ژاپنی نوشتهٔ کانه‌هیتو یامادا و به تصویرگری تسوکاسا آبه می‌باشد؛ این داستان در ماه آوریل ۲۰۲۰ در مجلهٔ هفته‌نامه شونن ساندی به صورت سریالی منتشر شد و فصل‌های آن تا آوریل ۲۰۲۴ در ۱۳ جلد تانکوبون جمع‌آوری شده است؛ این سریال توسط شرکت ویز مدیا برای منطقه شمال آمریکا به صورت رسمی نیز منتشر شد و نسخه انیمه تلویزیونی اقتباسی از این سریال توسط استودیو مدهاوس در ماه سپتامبر ۲۰۲۳ اکران شد. کرانچی‌رول این سریال را در مناطق شمال آمریکا، اروپا و استرالیا به صورت رسمی منتشر و پخش کرده است و در ماه بعد دوبله انگلیسی آن نیز اکران شد؛ همچنین شرکت میوز کامیونیکیشن این سریال را در منطقه جنوب شرق آسیا به صورت رسمی منتشر کرده است.
داستان در یک دنیای فانتزی، شخصیت فریرن، یک جادوگر اِلف، را به صورت خطی روایت می‌کند که برای رسیدن به مکان استراحت ارواح (بهشت) یک ماجراجویی را آغاز می‌کند تا با هیمل، همرزم سابق خود که گروه قهرمانانش یکباره پادشاه شیاطین را شکست داده بود؛ دوباره ملاقات کند.
تا دسامبر ۲۰۲۳، تعداد هفده میلیون نسخه از این مانگا چاپ شد. فریرن: فراتر از پایان سفر برنده جایزه چهاردهمین مانگا تایشو و جایزه نوآور جدید در سال ۲۰۲۱ و جایزه شصت و نهمین مانگا شوگاکان در سال ۲۰۲۴ شد.

## پیرنگ و داستان
داستان شخصیتی به نام فریرن، یک جادوگر اِلف، را دنبال می‌کند که عضوی سابق از گروه قهرمانان بود که پس از ده سال ماجراجویی، پادشاه شیاطین را شکست دادند و آرامش و صلح را در جهان برقرار کردند. در گذشته، این گروه شامل فریرن، هیمل قهرمان انسانی، آیزن جنگجوی کوتوله و کشیش انسانی هایتر بود. گروه بعد از اتمام سفرشان قبل از جدایی، با هم بارش شهابی شامگاهی را در پایتخت سلطنتی مشاهده می‌کنند که هر نیم قرن یکبار رخ می‌دهد. فریرن قول می‌دهد که پنجاه سال بعد دوباره آنها را ملاقات کند و برای مشاهده بهتر بارش شهابی آنها را به منطقه بهتری ببرد. بعد از آن فریرن راهی ماجراجویی می‌شود و در تلاش برای جمع‌آوری جادو به دنیا سفر می‌کند.
پس از پنجاه سال، فریرن به پایتخت سلطنتی دوباره بازمی‌گردد؛ درحالی که انسانیت تغییر کرده است و همراهان سابق او به طرز قابل ملاحظه‌ای پیر شده‌اند. پس از ماجراجویی آخر برای دیدن بارش شهابی، هیمل به علت پیری می‌میرد. در مراسم تشییع، فریرن در این رابطه که هیمل را به صورت کامل نشناخته است احساس گناه می‌کند. بعد از آن فریرن به سایر همرزمان سابق خود در محل زندگیشان سر می‌زند. او پیشنهاد آموزش و مراقبت از فرن، یک کودک بی‌سرپرست که توسط هایتر به سرپرستی گرفته شده، را پذیرفت و در ملاقات با آیزن، به سفری به شمال قاره دعوت شد، بهشتی که گفته می‌شود استراحتگاهی برای ارواح است و واقع در شمال قاره در پادشاهی شیاطین است تا با ملاقات دوباره با هیمل و خداحافظی مناسب با او احساساتش را بیان کند. برای انجام این خواسته، فرن با فریرن در سفر همراه او می‌شود در حالی که هنوز علاقه‌اش به یادگیری جادو را دنبال می‌کند. در طول راه، او استارک، یک پسر جوان جنگجو که توسط آیزن تربیت شده است را به گروه خود اضافه می‌کند.
طبیعت الفی فریرن باعث می‌شود که عمر بسیار طولانی داشته باشد و باعث شده او مدت زمان سال‌ها یا دهه‌ها را به عنوان زمانی فانی در نظر بگیرد (این درک زمان باعث می‌شود تا تجربه ده ساله ماجراجویی با گروه هیمل را به عنوان تجربه‌ای کوتاه در نظر بگیرد). بنابراین، داستان روایی داستان در طول زمان بسیار طولانی اتفاق می‌افتد و با فلش‌بک‌های همراه است که همراه با تغییر جسمی و ذهنی شخصیت‌ها فارغ از خود فریرن رخ می‌دهد.

## تولید
کاتسوما اوگورا، ویراستار مسئول فریرن، تأکید داشت که کار قبلی یامادا، "Bocchi Hakase to Robot Shoujo no Zetsubou Teki Utopia"، با اینکه اثری برجسته بود، اما فروش خوبی نداشت. به همین دلیل ایده همکاری با یک تصویرگر برای داستان فریرن مطرح شد. آنها با ایده‌های مختلف سرانجام یک فریم از استوری‌برد از داستان فریرن را طراحی کردند که سبکی شوخ و طنز داشت. هنگام دیدن شات فریرن، اوگورا شروع به خندیدن کرد و اذعان کرد که این داستان اصلاً یک کمدی نیست. زمانی که یامادا نخستین طرح داستانش را به پایان رساند، پیش از ارسال آن به دپارتمان ویرایش، با آبه تماس گرفت و از او خواست نمودار کاراکتر فریرن را ترسیم کند. یامادا تحت تأثیر نتیجه هنری قرار گرفت و به ابه پیشنهاد کرد که با آنها همکاری کند. یامادا از اولین تصویر فریرن تحت تأثیر قرار گرفت و باور داشت که شخصیت اصلی داستان حالتی از انسانیت را القا می‌کند.